# Vale de Prados
Vale de Prados es una freguesia portuguesa del municipio de Macedo de Cavaleiros, con 8,81 km² de superficie y 413 habitantes (2001). Su densidad de población es de 46,9 hab/km².